# George Strait
George Harvey Strait, född 18 maj 1952 i Poteet, Atascosa County, Texas, är en amerikansk countrymusiker. Han håller andra plats med 51 listettor på den amerikanska country-hitlistan (Conway Twitty håller första plats). Hans musik är mer traditionalistisk än de flesta andra countrymusiker som slog igenom på 1980-talet, med inslag av bland annat honky tonk och western swing.

## Diskografi (urval)
Album
- 1981 – Strait Country
- 1982 – Strait from the Heart
- 1983 – Right or Wrong
- 1984 – Does Fort Worth Ever Cross Your Mind
- 1985 – Something Special
- 1986 – #7
- 1986 – Merry Christmas Strait to You
- 1987 – Ocean Front Property
- 1988 – If You Ain't Lovin' (You Ain't Livin')
- 1989 – Beyond the Blue Neon
- 1990 – Livin' It Up
- 1991 – Chill of an Early Fall
- 1992 – Holding My Own
- 1992 – Pure Country
- 1993 – Easy Come, Easy Go
- 1994 – Lead On
- 1996 – Blue Clear Sky
- 1997 – Carrying Your Love with Me
- 1998 – One Step at a Time
- 1999 – Always Never the Same
- 1999 – Merry Christmas Wherever You Are
- 2000 – George Strait
- 2001 – The Road Less Traveled
- 2003 – For the Last Time: Live from the Astrodome
- 2003 – Honkytonkville
- 2005 – Somewhere Down in Texas
- 2006 – It Just Comes Natural
- 2008 – Troubadour
- 2008 – Classic Christmas
- 2009 – Twang
- 2011 – Here For A Good Time
- 2013 – Love Is Everything
- 2015 – Cold Beer Conversation
- 2019 – Honky Tonk Time Machine

Singlar (nummer 1 hits på Billboard Hot Country Songs)
- 1982 – "Fool Hearted Memory"
- 1983 – "A Fire I Can't Put Out"
- 1983 – "You Look So Good in Love"
- 1984 – "Right or Wrong"
- 1984 – "Let's Fall to Pieces Together"
- 1984 – "Does Fort Worth Ever Cross Your Mind"
- 1985 – "The Chair"
- 1986 – "Nobody in His Right Mind Would've Left Her"
- 1987 – "It Ain't Cool to Be Crazy About You"
- 1987 – "Ocean Front Property"
- 1987 – "All My Ex's Live in Texas"
- 1987 – "Am I Blue"
- 1988 – "Famous Last Words of a Fool"
- 1988 – "Baby Blue"
- 1988 – "If You Ain't Lovin' (You Ain't Livin')"
- 1989 – "Baby's Gotten Good at Goodbye"
- 1989 – "What's Going On in Your World"
- 1989 – "Ace in the Hole"
- 1990 – "Love Without End, Amen"
- 1990 – "I've Come to Expect It from You"
- 1991 – "If I Know Me"
- 1991 – "You Know Me Better Than That"
- 1992 – "I Cross My Heart"
- 1993 – Heartland"
- 1993 – "Easy Come, Easy Go"
- 1994 – "The Big One"
- 1994 – "You Can't Make a Heart Love Somebody"
- 1995 – "Check Yes or No"
- 1996 – "Blue Clear Sky"
- 1996 – "Carried Away"
- 1997 – "One Night at a Time"
- 1997 – "Carrying Your Love with Me"
- 1997 – "Round About Way"
- 1998 – "I Just Want to Dance with You"
- 1999 – "Write This Down"
- 2000 – "The Best Day"
- 2002 – "Living and Living Well"
- 2002 – "She'll Leave You with a Smile"
- 2004 – "I Hate Everything"
- 2005 – "She Let Herself Go"
- 2006 – "Give It Away"
- 2006 – "It Just Comes Natural"
- 2008 – "I Saw God Today"
- 2008 – "River of Love"